# 中井検裕
中井 検裕（なかい のりひろ、1958年 - ）は、日本の都市研究者。東京工業大学名誉教授。一般社団法人大都市政策研究機構理事。日本不動産学会理事。
専門は都市計画、都市景観。工学博士（1994年3月 東京工業大学）。
大阪府生まれ。石原舜介門下。

## 略歴
- 1980年、東京工業大学工学部社会工学科卒業。
- 1982年、東京工業大学大学院理工学研究科社会工学専攻修士課程修了。
- 1983年、渡英。ケンブリッジ大学土地経済学大学院土地経済学修士課程修了。
- 1986年、東京工業大学大学院理工学研究科社会工学専攻博士課程満期退学。
- 1986年、再渡英。ロンドン大学・スクール・オブ・エコノミクス地理学科助手(London School of Economics Department of Geography Research Assistant)。
- 1988年、東京大学教養学部社会科学科助手。1992年、明海大学不動産学部助教授就任。
- 1994年、東京工業大学工学部助教授転任。1996年、東京工業大学大学院社会理工学研究科助教授。
- 2002年、東京工業大学大学院教授就任。
- 2023年、東京工業大学名誉教授、東京工業大学キャンパスマネジメント本部特命教授。

## 受賞
- 1995年、日本都市計画学会論文奨励賞
- 2003年、都市住宅学会論文賞
- 2023年、日本建築学会著作賞[2]
- 2023年、土木学会賞（出版文化賞）[3]

## 著書
- 都市の風景計画（共著、学芸出版社）
- 都市計画の挑戦（共著、学芸出版社）
- 安全と再生の都市づくり（共著、学芸出版社）
- 景観まちづくり（編著、丸善）
- 景観法活用ガイド（編著、ぎょうせい）
- 現代イギリス地方自治の展開（共著、法律文化社）
- 協議型のまちづくり（共著、学芸出版社）
- 英国都市計画とマスタープラン（共著、学芸出版社）
- 都市美（共著、学芸出版社）
- 復興・陸前高田 : ゼロからのまちづくり（共編著、鹿島出版会）

## 各種委員等
- 日本学術会議連携会員[4]
- 日本都市計画学会
  - 都市構造評価特別委員会委員
  - 日本都市計画学会 会長 (2014年-2016年)
  - 日本都市計画学会 副会長 (2012年-2014年)
  - 日本都市計画学会 理事 (2006年-2016年)
  - 日本都市計画学会 評議員 (2000年-2006年)
- 国土交通省
  - 社会資本整備審議会委員[5]
  - 交通政策審議会臨時委員 (2011年から)
  - 国土審議会特別委員 (2014から)
  - 国立研究開発法人審議会臨時委員 (2015から)
  - 大都市戦略検討委員会委員 (2015年-2016年)
- 武蔵野市都市マスタープラン改定委員会委員
- 戸田市立地適正化計画策定委員会委員[6]
- 内閣府 都市再生の推進に係る有識者ボード (2011年から)
- 農林水産省
  - 農地流動化の促進の観点からの転用規制のあり方に関する検討会委員 (2015年から)
  - 農地転用許可権限に係る指定市町村の指定基準等に関する検討会委員 (2015年-2016年)
- 目黒区まち・ひと・しごと創生懇話会委員[7]
- 東京都景観審議会会長 景観審議会委員 (2006年から)
- 東京都 国土利用審議会会長 (2014年から)
- 町田市都市計画審議会会長 (2006-2016)
- 三鷹市景観審議会会長
- 杉並区都市計画審議会委員 (2012年から)
- 青梅市都市計画審議会会長 (2014年から)
- 港区まちづくりマスタープラン検討委員会委員[8]
- 府中市中心市街地活性化協議会委員 (2015年から)
- 府中市都市計画マスタープラン改定検討部会委員[9]
- 都市住宅学会 理事 (2002-2012)
- 川崎市都市計画審議会委員 (2010年から)
- 陸前高田市 復興計画検討委員会委員長 (2011年)
- 陸前高田市 復興計画推進委員会委員長 (2012年から)[10]
- 都市計画コンサルタント協会ejob事業 - 都市計画関連ビジネス研究会座長[11]
- International Federation for Housing and Planning Council member (2013-)
- 神奈川県国土利用計画審議会委員 (2014/06-)
- 各務原市各務原市都市政策アドバイザー (2014/10-2016/03)
- さいたま市与野本町駅周辺地区まちづくりマスタープラン策定委員会 委員[12]
- 旭硝子財団理事[13]